# A11 TV
A11 TV nebo také televize A11 je česká televizní stanice spadající pod mediální skupinu A 11. Televize vznikla z lokální Regionální televize CZ, která byla v říjnu 2022 přejmenována na Náš Region TV a v dubnu 2023 na TV A11. 
TV A11 provozuje celoplošný program zaměřený na regionální zpravodajství, zábavu, dokumenty, talkshow, rozhovory a filmy. Jako první celoplošná TV odvysílala filmy Šťastná Evy Toulové, Lovci a oběti Marcuse Trana, Když prší slzy od Michaely Everitt, Odborný dohled nad východem Slunce od Pavla Göbla a nebo Voda, co ma drží nad vodou od Tomáše Magnuska. Je šířena teresticky prostřednictvím DVB-T2 Multiplexu 23 Českých radiokomunikací, prostřednictvím řady operátorů, například T-Mobile, Vodafone, na satelitu nebo prostřednictvím IPTV. Sídlo televize je v budově pražské Košířské brány, kde je integrován newsroom printových titulů mediální skupiny A 11, televizní redakce a nově vybudovaná studia.

## Programové schéma
Televize A11 staví své programové schéma především na zpravodajství z českých regionů a vlastní tvorbě. Každý všední den vysílá moderovanou zpravodajskou relaci A11 Zprávy, A11 rozhovor, který přináší rozhovory s osobnostmi českého společenského, kulturního a politického života nebo pořad Cesta na Olymp.
Večerní programové schéma je doplněno o české i zahraniční filmy, dokumenty (zejména od slovenského režiséra Pavla Barabáše), talkshow herce a režiséra Tomáše Magnuska. Každý všední den v podvečer běží pořad Dobrý večer s A11 moderováný Michaelem Viktoříkem, Vlastou Korcem, Hankou Kynychovou, Bárou Fišerovou a Pepou Melenem. Součastí jsou pořady Ve formě s A11, Vaření nebo Polibte si preference se Zuzanou Bubílkovou. Ta převzala moderování i pořadu Na Palici. Dále Vlasta Korec moderuje soutěž Vtipkování. Pořady v A11 TV má i publicista Jan Tuna nebo Josef Klíma.
Televize A11 také od léta 2024 vysílá dva české seriály Inženýrská odysea a Dnes v jednom domě. Od jara je také v nabídce seriál Život s Ivetou a Marcelou, kde účinkují bratři Jan a Marsell Bendigové.

## Pořady televize A11
Televize A11 vysílá řadu pořadů vlastní tvorby a převzatých pořadů. Mezi ty stěžejní patří:
- Dobrý večer s A11 - podvečerní zábavný pořad, který televize A11 vysílá každý všední den v čase od 18:00 do 20:00. Přináší rozhovory se známými osobnostmi a osobnostmi politického a společenského života. Součástí pořadu jsou také pravidelné rady advokáta Jiřího Matznera. Moderátory jsou například Vlasta Korec a Hanka Kynychová, Bára Fišerová a Josef Melen, Gabriela Korytová a Jakub Večeřa, nebo Michael Viktořík.
- A11 Rozhovor - rozhovory televize A11 se známými osobnostmi
- Hvězdná kavárna Pepy Melena - Josef Melen si do kavárny Cobolis zve hvězdné hosty, kde je zpovídá a zpívá s nimi
- Michael V. Show - hudebně-zábavná late- night show Michala Viktoříka alias Vrtulníka Majkla V.
- O letadlech a létání - novinky ze světa létání a letadel
- Vtipkování - soutěžní a zábavný pořad plný vtipů s moderátorem Vlastou Korcem a jeho hostem
- Vaření s Davidem - zpěvák a amatérský kuchař Davide Mattioli vaří se svými hosty
- Světlá hodinka s Jaroslavem Duškem - talkshow Jaroslava Duška
- Pozor Vlak - novinky z tratí
- S ženskou za kniplem - pořad o létání s nadšenou pilotkou
- Čtení po obídku - předčítání pohádek pro děti od pana Alexandra Hemaly a Heleny Juklové
- Cestování s Flixbusem - cestopisný pořad
- Cesta na Olymp - špičky českého sportu v unikátních rozhovorech
- Občanská sebeobrana Josefa Klímy - publicistický pořad o závažných případech nouze obyčejných lidí
- Zločin jak ho pamatuji - pořad o zločinech doby minulé moderovaný Josefem Klímou
- Polibte si preference - satirický pořad glosátorky Zuzana Bubílkové
- Talkshow Tomáše Magnuska na cestách - talkshow herce a režiséra Tomáš Magnuska, který si do svého pořadu zve známé osobnosti
- Byznys na vrcholu - byznysové rozhovory podnikatele Pavla Sehnala
- Jedlíci na cestách - pořad zaměřený čistě na národní kuchyně, jehož cílem je ukázat lidem základní jídla, která by na cestách rozhodně neměli vynechat
- Svět A11 - novinky ze světa televize A11
- Pan Kmín uvádí - roadshow lisaře a gurmána Karla Jonáka po krajích naší republiky
- Kutilové - pořad pro kutily
- Mladý svět - zábavný pořad moderovaný Bárou Hlaváčkovou a šéfredaktorkou časopisu Mladý svět, spolu s hvězdným hostem
- Rychlovka z kuchyně - pořad o vaření se šéfkuchařem Martinem Kortousem
- Dobré zprávy pro vaši peněženku - tipy a rady, jak ušetřit na potravinách s Lubošem Bailadorem
- Jakože Cože?! - zábavná a satirická talkshow Zuzany Bubílkové s politickými hosty
- Na návštěvě u známých - speciální letní vydání Dobrého večera s A11 (vždy ve středu); Majkl V. zpovídá známé osobnosti přímo u nich doma
- Hvězdy z ulice - talentová soutěž s Janem a Marcellem Bendigovými

Televize take odvysílala několik filmů (př. Superfantozzi, Taková malá bestie), či seriálů (Narcos, Dnes v jednom domě, Inženýrská odyssea, Byli jednou dva písaři, F.L. Věk, Okres na severu, Rodáci...).

## Plány televize A11 do budoucna
Mediální skupina A11 projevila svůj zájem i nadále rozšiřovat portfolio televizních kanálů. Ve spolupráci se společností Perinvest, která je držitelem licence na sportovní TV, oznámila záměr spustit nový sportovní kanál A11 Sport a projevila rovněž zájem o práva na fotbalovou Fortuna Ligu. Kanál byl před spuštěním přejmenován na Sporty TV.